# المخطط الزمني لمراكز السيطرة على الأمراض والوقاية منها
مراكز السيطرة على الامراض والوقاية منها 
مراكز السيطرة على الأمراض والوقاية منها والتي تم تشكيلها في عام 1946 هي معهد الصحع العامه الوطني الرئيسي في الولايات المتحدة.و هي وكاله فيدراليه للولايات المتحده، تابعه لوزاره الصحة والخدمات الإنسانية.هدفها الرئيسي هو حمايه الصحة والسلامة العامة من خلال السيطرة والوقاية من الأمراض والإصابات والعجز في الولايات المتحدة وعلى الصعيد الدولي.

## 1940
•1946- تم تنظيم مركز الامراض المعدية في أتلانتا في 1 يوليو
•1947-سان فرانسيسكو سيطرت مراكز السيطرة على الامراض على معمل الطاعون في خدمة الصحة العامة، وبالتالي استحوذت على قسم الاوبئه.
•1948- اكتسب مركز السيطرة على الأمراض اعترافًا عالميًا بجودة وكمية مساهماتها في علم التصنيففي بكتيريا معويه.
•1949- نتيجةالحرب الباردة، بدأ مركز السيطرة على الأمراض برامج لمكافحة الحرب بيولوجية، «تهديد جديد غريب للصحة».

## 1950
•1950 - أجرى خمسة عشر من العاملين في مراكزالسيطرة على الأمراض تحقيق لوباء شلل الأطفال في مقاطعة بولدينغ (أوهايو).
•1951 - تم إنشاء خدمة الاستخبارات الوبائية للمساعدة في الحماية من الحرب البيولوجية والأوبائيهاالناتجه من صنع الإنسان
•1952 - أعلن الجراح العام الدكتور ليونارد أ. شيل أن مركز الأمراض المعدية مستعد لمكافحة الحرب البيولوجية المحتملة.
•1953 - أبلغ مركز السيطرة على الأمراض عن أول حالة داء الكلب في خفاشيات.
•1954 - ألكسندر لانجموير، دكتوراه في الطب، أنشأ مختبر داء البريميات في جاكسونفيل، فلوريدا.
•1955 - أنشأ مركز السيطرة على الأمراض برنامج مراقبة شلل الأطفال.
•1956 - وجد الدكتور ويليام شيري أول استخدام عملي لتقنية الفلورسنت، والتي نجحت في تحديد مسببات الأمراض التي يمكن استخدامها في الحرب البيولوجية.
•1957 - تم تطوير المبادئ الارشادية الوطنية لقاح الإنفلونزا.
•1958 - سافر فريق السيطرة على الأمراض إلى الخارج، لأول مرة، جنوب شرق آسيا للاستجابة لوباء كوليراوجدري.
•1959 - طور الدكتور روبرت كيسلينج اختبار الأجسام المضادة الفلورية لداء الكلب، والذي استخدم لأول مرة في تجربة ميدانية بدقة 100 بالمائة.

## 1960
•1960 - انتقال برنامج السل من خدمة الصحة العامة إلى مراكز السيطرهالأمراض والوقاية منها.
•1961 - تولى مركز السيطرة على الأمراض نشر التقرير الأسبوعي للمراضة والوفيات (MMWR).
•1962 - لعبت مراكزالسيطرة على الأمراض والوقاية منها دوراً رئيسياً في واحدة من أعظم انتصارات الصحة العامة: القضاء على مرض الجدري.
•1963 - اختبرت مراكزالسيطرة على الأمراض لقاح حاقن مطور حديثًا ضد الجدري.
•1964 - صدر أول تقرير للجراح العام يربط تدخين بسرطان الرئة.وذكرت أن «تدخين السجائر خطر على الصحة له أهمية كافية في الولايات المتحدة لتبرير الإجراءات العلاجية المناسبة.»
•1965 - أضيفت أنظمة مراقبة جديدة إلى برنامج المراقبة الوطني الأصلي لعام 1952، بما في ذلك حصبة وداء الشيغيلات وكزاز وداء الشعرينات
•1966 - أعلن مركزالسيطره على الأمراض عن حملة وطنية ل استئصال الأمراض المعدية في اجتماع جمعية الصحة العامة الأمريكية.
•1967 - انضمت خدمة الحجر الصحي الخارجية، وهي واحدة من أقدم وأعرق وحدات خدمة الصحة العامة، إلى مركز السيطرة على الأمراض.
•1968 - قام مركزالسيطره على الأمراض بالتحقيق فيمرض تنفسي مجهول ولكن شديد عدوىفيبونتياك (ميشيغان) ، تم تحديده لاحقًا على أنه داء الفيالقة (المعروف أيضًا بشكليه، مرض الفيالقة وحمى بونتياك).
•1969 - أنشأ مركز السيطرة على الأمراض «مختبرًا للتواصل البيولوجي» لحماية العلماء أثناء عملهم مع مسببات الأمراض الفتاكة والمعدية.

## 1970
•1970 - أصبح مركز الأمراض المعدية مركز السيطرة على الأمراض.
•1970 - تم إنشاء المعهد الوطني للسلامة والصحة المهنية (NIOSH)، وهو جزء من CDC ، من خلال قانون 29 ديسمبر 1970إدارة السلامة والصحة المهنية، (OSHA) خلال فترة ولاية الرئيس ريتشارد نيكسون.
•1971 - أجرى المركز الوطني للإحصاءات الصحية أول استقصاء الصحة الوطنية وفحص التغذية، مع أخذ التعرف على الحالة الصحية للأمريكيين.
•1972 - لفت انتباه الرأي العام تجربة توسكيجي للزهري غير المعالج في الذكر الأسود.
•1973 - أفاد التقرير الأسبوعي للمراضة والوفيات (MMWR) أن تلوث الهواءبسبب انبعاثالرصاص في المناطق السكنية تشكل تهديدًا للصحة العامة، على عكس الافتراض الشائع في ذلك الوقت.
•1974 - خطط مركز السيطرة على الأمراض حملة كبيرة لعكس الهبوط في عدد الأمريكان المحصنين.
•1975 - تم الإبلاغ عن آخر ضحية للجدري الجدري الرئيسي، وهو الشكل الأكثر شدة للمرض.
•1976 - قام مركز مكافحة الأمراض والوقاية منها بالتحقيق في فاشيتين حمى نزفية فيروسية لم تكن معروفة من قبل، عرفت فيما بعد باسم إيبولاوفي زائير والسودان.
•1977 - تحقق القضاء العالمي على مرض الجدري.
•1978 - مقاطعة ألكورن (ميسيسيبي)، أبلغت عن ظهور أول حاله لمقاومة السل للأدوية ذات الفعالية سابقا.
•1979- نشر أول برنامج الأشخاص الأصحاء

## 1980
•1980 - نشر التقرير الأسبوعي للمراضة والوفيات التقرير الأول عن متلازمة الصدمة التسممية المعترف بها حديثًا، وهو مرض مرتبط باستخدام سدادة قطنية (تامبون).
•1981 - تم وصف التشخيص الأول للمرض المميت الذي عرف لاحقًا باسم إيدز في 5 يونيو 1981، عدد MMWR.
•1982 - حذرت مراكز السيطرة على الامراض من الخطر المحتمل متلازمة رايالمرتبطة باستخدام الأسبرين من قبل الأطفال المصابين بجدري الماء والأعراض الشبيهة بالإنفلونزا.
•1983 - أنشأت مراكزالسيطره على الأمراض والوقاية منها فرعًا لوبائيات العنف لتطبيق استراتيجيات الوقاية الصحيه من إساءة للأطفال والقتل والانتحار.
•1984 - قام مركز السيطرة على الأمراض بدراسة قدامى المحاربين الفيتناميين الذين تعرضواالعامل البرتقالي أثناء القتال وبعد ذلك ولدوا بأب؛ لم يتم العثور على زيادة خطر العيوب الخلقية.
•1985 - مع المنظمات الحكومية الأخرى، رعى مركز السيطرة على الأمراض المؤتمر الدولي الأول لمكافحة الإيدز، الذي عقد في أتلانتا.
•1986 - أصبح مكتب التدخين والصحة، الذي يستهدف المشكلة الصحية الرئيسية التي يمكن الوقاية منها في البلاد، جزءًا من CDC.
•1987 - أفاد مركز السيطرة على الأمراض بأن حوالي 7000 عامل يموتون في العمل سنويا؛ تم قتل 42 في المائة من العاملات الذين يموتون في العمل يقتلون.
•1988 - أنشأ مركز السيطرة على الأمراض المركز الوطني للوقاية من الأمراض المزمنة وتعزيز الصحة.
•1989 - أبلغت مراكز السيطرة على الأمراض عن وجود 100,000 حالة إصابة بالإيدز في الولايات المتحدة.

## 1990
•1990 - لأول مرة، أبلغ مركز السيطرة على الأمراض عن احتمال انتقال فيروس نقص المناعة البشرية من طبيب أسنان إلى مريض في فلوريدا أثناء إجراء جراحي.
•1991 - أظهرت دراسة قام بها مركز السيطرة على الأمراض أن واحدة من كل خمس وفيات بين المراهقين مرتبطة بالأسلحة النارية، وأن معدلات وفيات الأسلحة النارية للمراهقين الذكور تجاوزت جميع الأسباب الطبيعية للوفاة.
•1992 - أبلغت الأكاديمية الوطنية للعلوم عن ظاهرة جديدة خطيرة: ظهور أمراض جديدة وخبيثة مقاومة للمضادات الحيوية.
•1993 - أفاد مركز السيطرة على الأمراض أن 200.000 أمريكي ماتوا بسبب الإيدز منذ بدء الوباء.
•1994 - نشر مركز مكافحة الأمراض والوقاية منها كتيبًا صريحًا حول كيفية تقليل عازل ذكري من انتقال فيروس الإيدز.
•1995 - أوصت مركز السيطرة على الأمراض بتشخيص فيروس نقص المناعة البشرية لجميع النساء الحوامل.
•1996 - بدأ مركز السيطرة على الأمراض، بالشراكة مع الجمعية الدولية لطب السفر، شبكة مراقبة الجغرافيه لتحسين طب السفر.
•1997 - شارك مركز السيطرة على الأمراض في حدث البيت الأبيض المتلفز على الصعيد الوطني عن اعتذار رئاسي عن دراسة توسكيجي.
•1998 - لأول مرة منذ عام 1981، تم تشخيص الإيدز بين الرجال الأمريكيين من أصل أفريقي واللاتينيين أكثر من الرجال البيض المثليين.
•1999 - تم إنشاء شبكة الاستجابة المختبرية لمركز السيطرة على الأمراض.

## 2010
•2000 - حددت مراكز السيطرة على الأمراض تفشي مرض السل المرتبط بفيروس نقص المناعة البشرية بين الشباب المتحولين جنسياً في نيويورك وبوسطن.
•2001 - علمت مراكز مكافحة الأمراض والوقاية منها عن هجمات عام 2001 الجمرة الخبيثة.
•2002 - أفاد مركز السيطرة على الأمراض أن حالات الإصابة بفيروس نقص المناعة البشرية في الولايات المتحدة الأمريكية انخفضت بنسبة 80 في المائة منذ عام 1981.
•2003 - تم الإبلاغ عنمتلازمة تنفسية حادة وخيمة (سارس) لأول مرة في آسيا. قدم مركز السيطرة على الأمراض توجيهات للمراقبة والتقييم السريري والمختبري وإعداد التقارير.
•2004 - قدم مركز السيطرة على الأمراض الدعم لقوانين تقييد الوصول إلى أدوية متاحة بدون وصفة المستخدمة في إنتاج ميثامفيتامينفي جورجيا.
•2005 - تم القضاء على حصبة ألمانية في الولايات المتحدة.
•2006 - تحتفل مركز السيطرة على الأمراض بعيدها الستين.
•2006 - منحت مراكز مكافحة الأمراض والوقاية منها «5.2 مليون دولار لتقييم استراتيجيات المجتمع للحد من أثر جائحة الأنفلونزا.»
•2007 - نشرت مراكز السيطرة على الأمراض تقريرها، الذي قدم سلسلة من الكتيبات التي تستهدف مجموعات محددة، مثل دليل التخطيط المؤقت للتخفيف من حدة جائحة الإنفلونزا للأفراد والأسر
تم إعداد التقرير بالتعاون مع العشرات من الوكالات الفيدرالية. وقد أدخل مفاهيم مثل «آداب السعال» و «التدخلات غير الدوائية المبكرة والمستهدفة والطبقات (NPIs)» و «نظافة اليدين» و «التدخل غير الصيدلاني» و «التحيز الاجتماعي».:70
في مقدمة التقرير، يوضح الرسم البياني كيف أن توسيع «قدرة الطفرة الطبية» و «تقليل الطلب المتوقع على الخدمات» و «الحد من انتقال الأمراض» يمكن أن يؤخر «الارتفاع السريع للحالات» ويخفض «ذروة الوباء».:17
وهذا "سيسمح بمطابقة أفضل بين عدد المرضى الذين يحتاجون إلى دخول المستشفى وقدرة الأمة على توفير الرعاية الطبية لمثل هؤلاء الأشخاص
":18
تمت مشاركة هذا المخطط على وسائل التواصل الاجتماعي في مارس 2020 خلالجائحة فيروس كورونا 2019–20

•2013 - يصدر مركز السيطرة على الأمراض التقرير الأول لتصنيف التهديدات حسب مستوى الخطر.
•2014 - أنشأت مراكز السيطرة على الأمراض فريق عمل لنمذه قادرة على تقديم تقديرات مخاطر استيراد حالات مرض فيروس إيبولا من دول غرب أفريقيا مثل مالي إلى الولايات المتحدة.